# Encarnita Polo
Encarnita Polo   (Sevilla, 22 de gener de 1939), nom artístic d'Encarnación Polo Oliva, és una cantant i actriu espanyola.
Va néixer a Sevilla el 22 de gener de 1939. El seu pare era un mestre confiter que va morir quan ella tenia dotze anys, i la seva mare va quedar a càrrec dels seus vuit fills. Des de la infantesa va tenir afició per la música i als deu anys va guanyar un concurs radiofònic. Als dotze es trasllada a Barcelona, iniciant-hi la carrera professional. Va treballar, mentint sobre la seva edat, en festes populars, cinemes i sales de festes com l'Empòrium, on va coincidir amb artistes com Sacha Distel, Gilbert Bécaud, Joséphine Baker i Charles Aznavour.
Aconsellada per Aznavour, Polo va abandonar la cançó andalusa i va començar a cantar temes més actuals. Així va aconseguir treure el seu primer disc el 1963 amb La balada del amanecer, entre d'altres, i el segon el 1964 amb cançons com Un sueño roto i Nuestra fiesta. Ja molt popular a Barcelona, va assolir la fama amb la cançó 1000 horas, amb la qual va participar al Festival de la Cançó Mediterrània, fet que li va permetre fer el salt a televisió, cinema i fins i tot a l'estranger. El 1963 va actuar a Televisió Espanyola. Més tard es va traslladar a Itàlia, on va treballar amb cantants com Claudio Villa o Gigliola Cinquetti. També allà va debutar en el cinema amb el director Domenico Modugno, en la comèdia musical Scaramouche. Després d'una gira per Amèrica Llatina el 1967 va tornar a Espanya.
El 1969 va treure la cançó Pepa Bandera, que va convertir-se en el seu primer gran èxit. Arran d'això va conèixer al compositor Adolfo Waitzman, amb qui es va casar el 1969, tot i que se'n divorciaria el 1978, i amb qui va tenir la seva única filla, Raquel, el 1970. El mateix any va treure un altre gran èxit, Paco, Paco, Paco, una versió pop d'una cobla de Concha Piquer, i després va tornar a triomfar amb Olé. També va participar al concurs Pasaporte a Dublín amb la intenció de ser elegida representant espanyola al Festival d'Eurovisió de 1971. Posteriorment va continuar en actiu, però la seva popularitat va anar de baixa, de fet, després del divorci va retirar-se de la música, tot i que va tornar-hi més tard, ja en segon terme. El 2009 la seva cançó Paco, Paco, Paco va tornar ser un èxit gràcies a un usuari de YouTube que va utilitzar-la combinant-la amb el videoclip de Single Ladies de Beyoncé, un vídeo que va assolir els tres milions de reproduccions que va situar el tema en la posició número 4 de les llistes musicals d'Espanya l'abril de 2009.
Polo va ser notícia en l'estafa de les preferents dels bancs espanyols, que la va deixar en la ruïna perdent els seus estalvis, fet que la va obligar a empenyorar les seves joies. De fet, el 2002 havia estat desnonada de la seva residència després de perdre un judici contra el seu exmarit. Això la va portar, fins i tot, a sol·licitar, sense èxit, feina a les televisions. El 2014 va ser diagnosticada amb un càncer de mama, però del qual s'ha anat recuperant. Fins a 2021 va residir a Madrid, però aquell any es va instal·lar-se a Àvila, on viu també la seva filla.